# دیان
بت دین (به عبری: בית דין) بمعنی خانه قضاوت، دادگاه شرعی یهود و فرد قاضی در آن دیان نام دارد. در زمان‌های قدیم این دادگاه ستون اصلی حکومت شرعی در سرزمین اسرائیل بود. امروزه نیز این دادگاه شرعی در سرزمین اسرائیل (دین توراه) و در بین یهودیان در کشورهای دیگر وجود دارد. حکم‌های آن به خصوص در مورد مسائل مذهبی یهودی لازم‌الاجرا هستند.

## تاریخچه
خداوند در تورات به موسی دستور می‌دهد که در حکومت خود قاضیان و مأموران در نظر بگیرد (تثنیه ۱۶:۱۸). در سرزمین اسرائیل سه نوع دادگاه وجود داشت:
- سنهدرین، دادگاه عالی مرکزی که در شهر اورشلیم بود و متشکل از ۷۱ نفر بود.
- دادگاه‌های کوچکتر ۲۳ نفره که سنهدرین کتانا نامیده می‌شد. این دادگاه‌ها می‌توانستند حکم اعدام دهند. این دادگاه‌ها در شهرهای اصلی اسباط اسرائیل و در شهرهایی با جمعیت حداقل ۲۳۰ نفر وجود داشتند.
- در شهرهای کمتر از ۱۲۰ نفر یک دادگاه بسیار کوچک تشکیل می‌شد. این دادگاه تنها به مسائل مالی رسیدگی می‌کرد. حضور در این دادگاه‌ها به عنوان قاضی احتیاج به سمیچا یا گرفتن قضاوت به صورت بدون قطع نسل به نسل از موسی بود. پس‌از نابود شدن معبد دوم اورشلیم در سال ۷۰ میلادی و از بین رفتن موقعیت نسی در سال ۴۲۵ میلادی سمیچا متوقف شد. در قرن ۱۶ میلادی تلاش‌هایی برای بازگرداندن سمیچا انجام شد که بینتیجه ماند.

## موقعیت فعلی
در یهودیت ارتدوکس حداقل سه مرد یهودی که حداقل یک نفر از آن‌ها به هلاخا مسلط باشد بت دین را می‌توانند تشکیل دهند. در بعضی گروه‌های یهودی نوگرا، به تازگی از زنان نیز در بت دین استفاده می‌شود. به صورت معمول بت دین دائمی از سه حاخام تشکیل شده‌است. بت دینی که به مسائل مالی بزرگ یا مسائل مهم جامعه یهودی مرتبط باشد نیازمند حضور قاضیان (دیانیم جمع دیان) است. برای کارهای زیر حضور در بت دین لازم است:
- تأیید حکم شرعی طلاق.
- تأیید کوشر بودن رستوران یا تولیدات غذایی.
- بازدید شوچتیم (ذبح یهودی) و تأیید آن.
- گرویدن به یهودیت که در آن حداقل یکی از اعضای بت دین باید حاخام باشد.
- نظارت بر ساخت و نگهداری میکوه (غسلگاه یهودی).
- تأیید یهودی بودن فرد بر اساس هلاخا.
- دادن مدرک و نظارت بر موهلیم (ختنه کنندگان شرعی یهودی).
- مسائل مربوط به کفن و دفن شرعی یهود.

## کارکنان بت دین
- آو بت دین (عبری: אב בית דין پدر دادگاه به صورت خلاصه آ.ب. د) که معمولاً مسنترین قاضی است و به دیانیم توصیه شرعی می‌دهد. معمولاً آو بت دین یک حاخام معروف و مورد قبول است.
- روش بت دین (عبری: ראש בית דין به معنی راس بت دین) معمولاً به عنوان رئیس دادگاه است.
- دیان (عبری: דיין به معنی قاضی به صورت جمع دیانیم) که مورد قضاوت را بررسی می‌کند. دیان می‌تواند از شاهدان درخواست شهادت کند.
- چاور بت دین (عبری: חבר בית דין به معنی دوست دادگاه) مشاور داخلی دادگاه است. او ممکن است تخصص خاصی به بت دین بیاورد. معمولاً چاور یک دیان است که دارای تحصیلات سکولار غیرشرعی نیز می‌باشد. مثلاً در هنگام بررسی شچیتا (ذبح) ممکن است از یک دیان که علم دامپزشکی نیز می‌داند استفاده شود.